# Marion Dougherty
Marion Caroline Dougherty (Hollidaysburg, 9 de fevereiro de 1923 — Manhattan, 4 de dezembro de 2011) foi uma diretora de elenco norte-americana.